# Carlos Almada (cantante)
Carlos Almada (Villa del Parque, Buenos Aires, 26 de marzo de 1918 – Buenos Aires, 9 de julio de 1982) fue un cantante argentino de tango. Considerado una de las voces representativas de la generación de 1940, desarrolló una extensa trayectoria junto a orquestas de renombre.

## Vida

### Primeros años y formación
Carlos Almada nació el 26 de marzo de 1918 en el barrio de Villa del Parque, Buenos Aires. A los doce años ya participaba como cantor amateur en espectáculos organizados por la Municipalidad porteña, interpretando tangos como “Serpentina de esperanza” en la Avenida de Mayo.
Durante su adolescencia, recibió clases de canto con el maestro Eduardo Bonessi, lo que le permitió perfeccionar su técnica vocal y desarrollar el vibrato que lo caracterizaría.

### Carrera profesional
En 1932, Almada fue invitado por el violinista Óscar de la Fuente para incorporarse como cantante a su sexteto, que actuaba en el Café El Nacional de la calle Corrientes. Más tarde, integró las filas del bandoneonista Hugo Calasí y, sucesivamente, formó parte de las orquestas de Alberto Pugliese (hermano de Osvaldo Pugliese) y del director Alejandro Scarpino.
En 1944, se unió a la orquesta de Víctor D’Amario, donde compartió escenario con el cantor Adolfo Rivas. Dos años después, en febrero de 1946, Lucio Demare lo convocó para reemplazar a Horacio Quintana como cantante principal. Con la orquesta de Demare participó en presentaciones radiales, actuó en la Confitería Rucca y emprendió una gira internacional que incluyó una destacada actuación en Cuba. A pesar de la relevancia de esta etapa, no se conservan grabaciones de su paso por Demare en ese período.
Tras su regreso a Buenos Aires, Almada ingresó a la orquesta de Edgardo Donato, compartiendo micrófono con el joven cantor Oscar Ferrari. Juntos actuaron en escenarios tales como Radio El Mundo, la confitería La Armonía, el Tango Bar y el dancing Marabú. Esta dupla se mantuvo vigente hasta 1949, cuando Ferrari partió para sumarse a la orquesta de José Basso.
En 1950, inició sus primeras grabaciones oficiales con la orquesta de Edgardo Donato para el sello Pampa, registrando tangos clásicos como “Che bandoneón”, “Mamboretá”, “A media luz”, “Pituca”, “Se va la vida”, “Cómo se pianta la vida”, “El patio de la Morocha”, “El vinacho”, “Por quién doblan las campanas”, “El camión”, “Muchacho” y “El huracán”.
Su última grabación con Donato fue el tango “Mi serenata” (junio de 1952), a dúo con Alberto Podestá.
A comienzos de 1953, Almada reemplazó a Héctor Coral en la orquesta de Alfredo Gobbi. Con Gobbi grabó “As de cartón” (abril de 1953), seguida de “Aunque seas mujer” y “Por qué canto así”. Transcurrido un año, regresó temporalmente al conjunto de Víctor D’Amario y, en 1956, colaboró nuevamente con Lucio Demare durante ciclos emitidos por Radio Belgrano.

### Últimos años y disminución de presentaciones
En 1959, Almada retornó a la orquesta de Edgardo Donato, acompañando al cantor Artemio Rolando. A partir de 1960, problemas de salud lo llevaron a reducir gradualmente sus actuaciones. Si bien continuó participando ocasionalmente en clubes y reuniones de aficionados al tango, su presencia en la escena porteña fue cada vez más esporádica.
Falleció el 9 de julio de 1982 en Buenos Aires.

## Estilo e influencia
Carlos Almada se destacó por una voz de potente proyección, con un vibrato marcado y entonación netamente porteña. Su estilo equilibraba la fuerza vocal con una cuidada expresividad emocional, y supo combinar la tradición clásica del tango con guiños interpretativos modernos para la época. Fue considerado un innovador dentro de la generación de cantores de la década de 1940, y su manera de frasear influyó en referentes posteriores como Julio Sosa y Luis Correa.

## Discografía destacada

### Con Edgardo Donato (sello Pampa, 1950–1952)
- “Che bandoneón”
- “Mamboretá”
- “A media luz”
- “Pituca”
- “Se va la vida”
- “Cómo se pianta la vida”
- “El patio de la Morocha”
- “El vinacho”
- “Por quién doblan las campanas”
- “El camión”
- “Muchacho”
- “El huracán”
- “Mi serenata” (a dúo con Alberto Podestá; junio de 1952)

### Con Alfredo Gobbi (1953–1954)
- “As de cartón” (abril de 1953)
- “Aunque seas mujer”
- “Por qué canto así”